# Lensia lelouveteau
Lensia lelouveteau är en nässeldjursart som beskrevs av Totton 1941. Lensia lelouveteau ingår i släktet Lensia och familjen Diphyidae. Inga underarter finns listade i Catalogue of Life.